# Paro FC
El Paro FC es un equipo de fútbol de Bután que juega en la Liga Nacional de Bután, la primera división de fútbol del país. 

## Historia
Fue fundado en el año 2018 en el poblado de Paro, Bután y en ese mismo año juega en la Liga Nacional de Bután donde terminó en segundo lugar solo detrás del Transport United.
Al año siguiente es campeón de liga por primera vez, logrando la clasificación por primera vez a un torneo internacional, a la Copa AFC 2020 donde fue eliminado en la segunda ronda por el Bengaluru FC de India.

## Palmarés
- Bhutan National League / Premier League: 5

2019, 2021, 2022, 2023,  2024
- Jigme Dorji Wangchuck Memorial Gold Cup: 1

2019

## Participación en competiciones de la AFC
| Temporada | Torneo               | Ronda          | Club               | Casa | Visita    | Global  |
| --------- | -------------------- | -------------- | ------------------ | ---- | --------- | ------- |
| 2020      | AFC Cup              | 1.ª Preliminar | Defenders          | 2–2  | 3–3       | 5–5 (a) |
| 2020      | AFC Cup              | 2.ª Preliminar | Bengaluru          | 0–1  | 1–9       | 1–10    |
| 2022      | AFC Cup              | Preliminar 1   | Valencia           | No   | 1–2 (aet) | No      |
| 2023-24   | AFC Cup              | Preliminar 1   | Machhindra         | No   | 2-3       | No      |
| 2024-25   | AFC Challenge League | Preliminar     | Church Boys United | No   | 2-1       | No      |
| 2024-25   | AFC Challenge League | Fase de grupos | East Bengal        | No   | 2-2       | No      |
| 2024-25   | AFC Challenge League | Fase de grupos | Nejmeh             | 1-2  | No        | No      |
| 2024-25   | AFC Challenge League | Fase de grupos | Bashundhara Kings  | No   | 2-1       | No      |